# Кірилловка (Новосибірська область)
Кірилловка (рос. Кирилловка) — присілок у Убінському районі Новосибірської області Російської Федерації.
Входить до складу муніципального утворення Круглоозерна сільрада. Населення становить 144 особи (2010).

## Історія
Згідно із законом від 2 червня 2004 року органом місцевого самоврядування є Круглоозерна сільрада.

## Населення
| 2002 | 2007 | 2010 |
| ---- | ---- | ---- |
| 181  | ↘142 | ↗144 |